# V524 Андромеды
V524 Андромеды (лат. V524 Andromedae) — двойная звезда в созвездии Андромеды на расстоянии приблизительно 4488 световых лет (около 1376 парсеков) от Солнца. Видимая звёздная величина звезды — от +12,75m до +12,35m.

## Характеристики
Первый компонент — белая пульсирующая переменная звезда типа SX Феникса (SXPHE) спектрального класса A6IV. Масса — около 1,98 солнечной, радиус — около 2,53 солнечных, светимость — около 18,914 солнечных. Эффективная температура — около 7566 K.
Второй компонент — коричневый карлик. Масса — в среднем около 0,062 солнечной. Орбитальный период — около 6,41 лет. Удалён на 4,4 а.е..